# Reithrodontomys hirsutus
Reithrodontomys hirsutus är en däggdjursart som beskrevs av Clinton Hart Merriam 1901. Reithrodontomys hirsutus ingår i släktet skördemöss, och familjen hamsterartade gnagare. IUCN kategoriserar arten globalt som sårbar. Inga underarter finns listade i Catalogue of Life.
Arten lever i en mindre region i västra Mexiko. Habitatet utgörs av öknar med några glest fördelade buskar.
Denna gnagare blir med svans 175 till 202 mm lång och den väger cirka 20 g. Arten har 20 till 22 mm långa bakfötter och 16 till 17 mm långa öron. Ovansidan är täckt av kanelbrun päls med några svarta hår inblandade. Dessutom finns en mörk längsgående linje på ryggens topp. På undersidan förekommer rosa päls som är mera gul på strupen. Den gråa svansen är bara täckt av fjäll.
Reithrodontomys hirsutus är nattaktiv och den äter frön samt insekter. Troligen går den på marken och klättrar i buskar.